# Mésanger
Mésanger é uma comuna francesa na região administrativa do País do Loire, no departamento de Loire-Atlantique. Estende-se por uma área de 49.75 km². Em 2010 a comuna tinha 4 777 habitantes (densidade: 96 hab./km²).